# Haus der Ruhrkohle
Das Haus der Ruhrkohle ist ein denkmalgeschütztes Verwaltungsgebäude in Hagen, Gerichtsstraße 25, in der Nähe des Amts- und Landgerichts Hagen.

## Geschichte

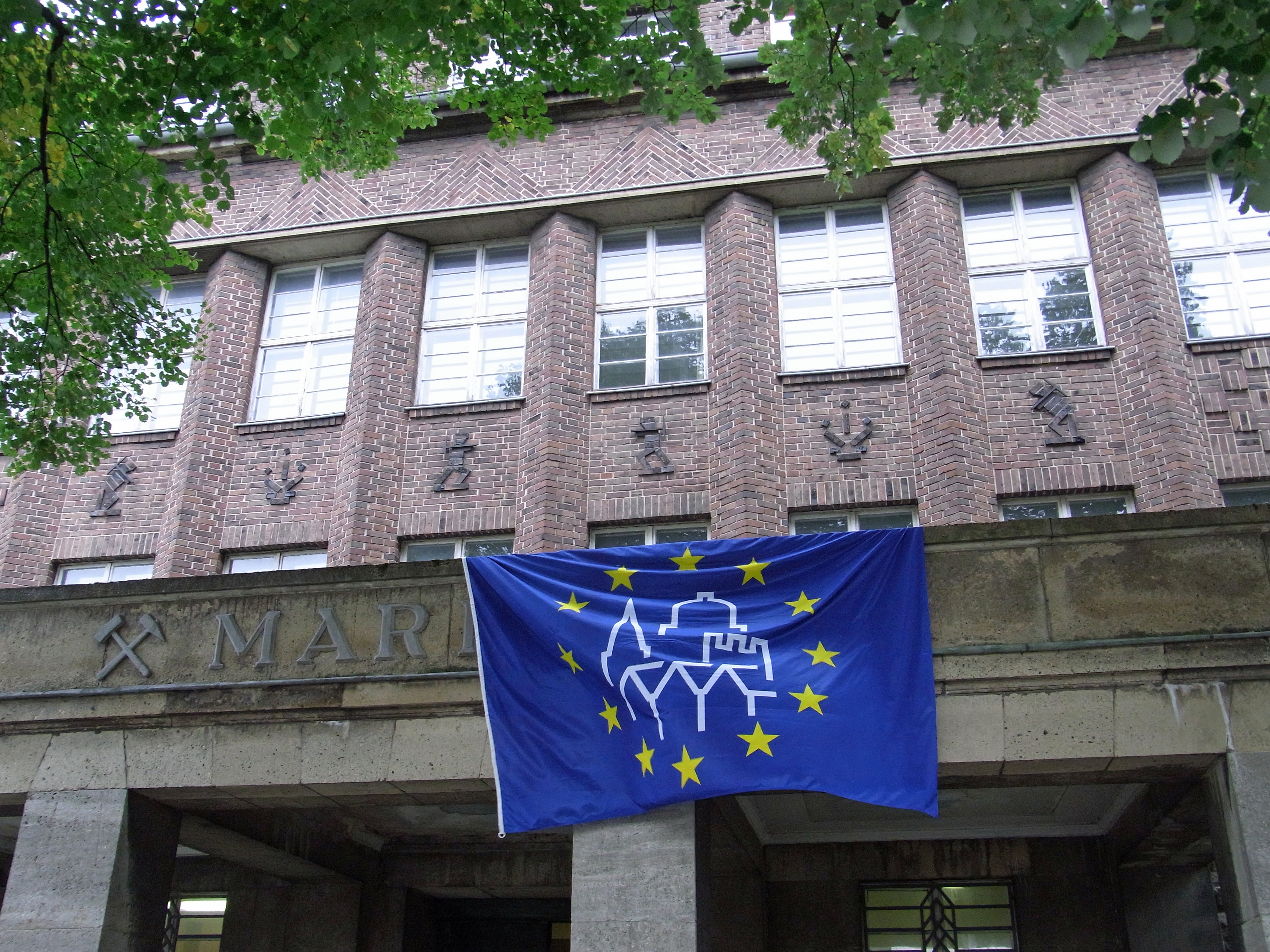
Figürliche Ornamente in den Brüstungsfeldern, Inschrift am Portikus

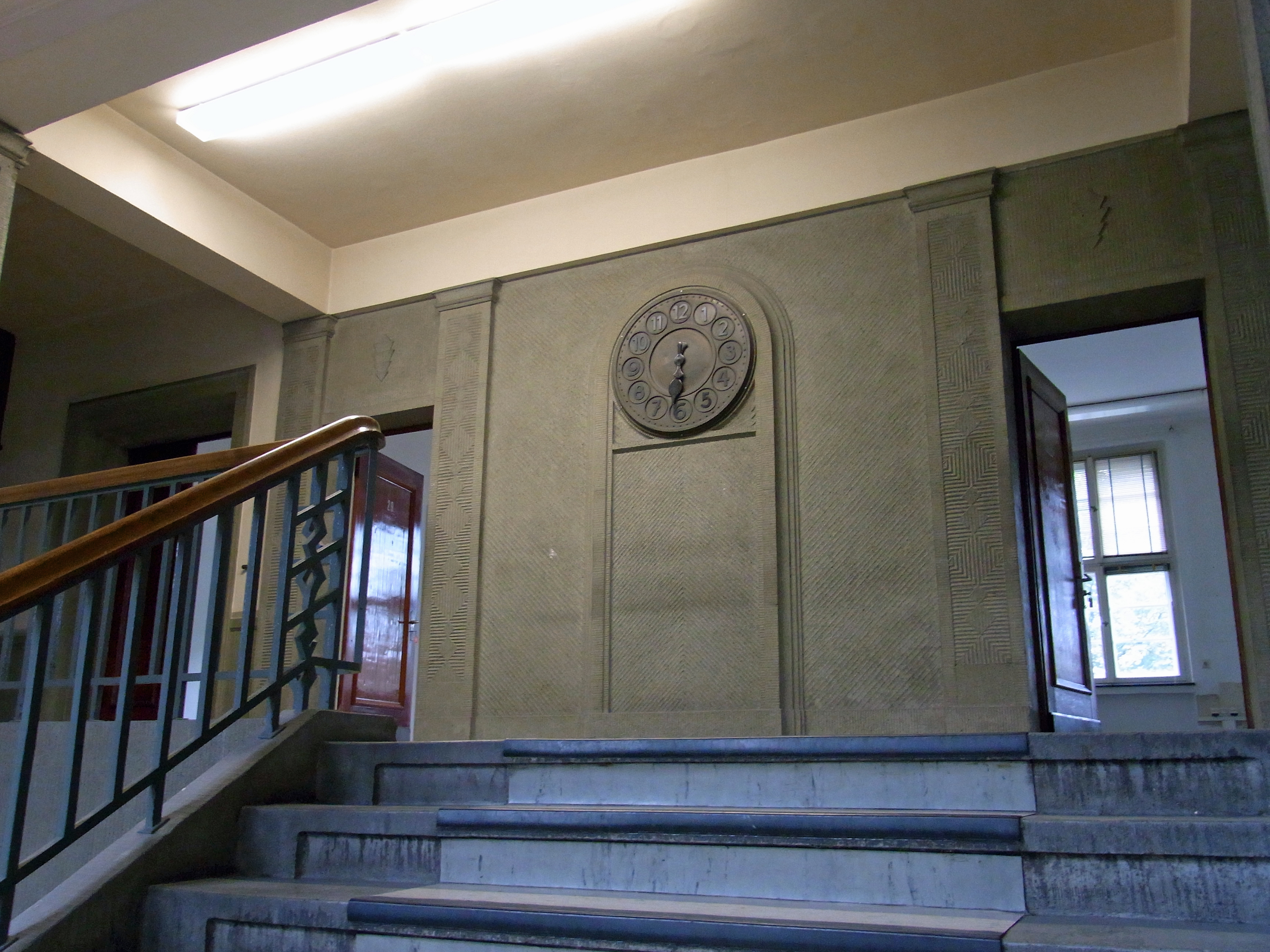
Wandgliederung in der Treppenhalle

Das Gebäude wurde 1925–1926 nach Entwurf des Hagener Architekten Ernst Kohlhage für das Unternehmen Kohlenhandelsgesellschaft „Mark“ Siepmann, Schrader & Co. KG erbaut, an das die vom Bergbau-Symbol Schlägel und Eisen flankierte Inschrift am Portikus erinnert.
Die Architektur zeigt bei einer neoklassizistischen Grundhaltung (strenge Kubatur des Baukörpers, symmetrische Fassaden mit Kolossalordnung über Sockelgeschoss, horizontaler oberer Abschluss durch ein kräftiges Hauptgesims, Wandgliederungen mit Pilastern in der Treppenhalle u. a.) expressionistische Details, die ornamentale Gestaltung der Klinkerfassaden erinnert dabei an den zeitgenössischen Backsteinexpressionismus.
Später wurde das Gebäude durch die Ruhrkohle AG genutzt, auf die der heute gebräuchliche Name des Hauses verweist. Danach war es Sitz verschiedener kommunaler Behörden (Amt für Statistik, Forstamt, Liegenschaftsamt, Amt für Katastrophenschutz, Straßenverkehrsamt), die aber alle jeweils nach kurzer Zeit wieder auszogen.
2013 wurde das Gebäude von Investoren und einer Anwaltskanzlei erworben, saniert bzw. restauriert und zu einem Dienstleistungszentrum umgenutzt. Seit Anfang 2014 hat die Anwaltskanzlei ihren Sitz im Haus der Ruhrkohle.